# Штефан Мачак
Штефан Мачак (словац. Štefan Mačák; нар. 13 січня 1985) – словацький шахіст, міжнародний майстер від 2008 року.

## Шахова кар'єра
Був багаторазовим фіналістом чемпіонату Словаччини серед юніорів, а також представляв свою країну на чемпіонаті Європи серед юніорів до 16 років (Халкідіки, 2001) та чемпіонаті світу до 18 років (Халкідікі, 2003) і 20 років (двічі: Гоа, 2002 і Стамбул, 2005). До кінця 2007 року не досягнув якихось значних міжнародних успіхів, ні разу не перетнувши позначки рейтингу Ело 2400, не здобувши також титулу міжнародного майстра. До помітних результатів у цей період можна віднести поділ 3-го місця на слабкому турнірі за швейцарською системою в Братиславі (2003), поділ 3-го місця (позаду Роберта Тібенського і Миікулаша Маника) на турнірі за круговою системою в Пряшеві (2004) і двічі поділ 4-го місця на відкритому чемпіонаті Словаччини (2005 і 2007). У січні 2008 року поділив 3-тє місце (позаду Саптарші Роя Човдурі і Вієстурса Меєрса, разом із, зокрема, Петером Вавраком, Едуардом Медуною і Мареком Вокачем на турнірі open у Празі, а потім за короткий період (між квітнем і липнем 2008 року) отримав дуже високе зростання рейтингу, 215 очок. За той час одноосібно переміг у Кальві (з результатом 8 очок у 9 партіях, попереду, зокрема, Альберто Давіда, Мохаммеда Аль-Модіахі і Мішо Цебало), а також добре виступив на турнірах у Діфферданжі (6/9), Ла-Роді (6½/9), Пловдиві (6/11, чемпіонаті Європи), в Ольвії (4½/9, Кубок Мітропи) і на командному чемпіонаті Словаччини сезону-2007/08 (7½/9). Завдяки цим результатам отримав звання міжнародного майстра і увійшов до числа провідних шахістів Словаччини.
Найвищий рейтинг Ело в кар'єрі мав станом на 1 липня 2008 року, досягнувши 2557 балів займав тоді 3-тє місце серед словацьких шахістів.